# Transport protocol experts group
Transport protocol experts Group (TPEG) är en samling specifikationer av dataprotokoll för överföring av trafik- och reserelaterad information. TPEG kan överföras via olika typer av informationsbärare som t.ex. digitalradio eller mobilt internet. Några exempel på TPEG-applikationer är information om väglag, väder, bensinpriser, parkering eller förseningar i kollektivtrafiken.

## Historia
TPEG-gruppen, Transport Protocol Experts Group, startades 1997 av EBU (European Broadcasting Union). Arbetet pågick i EBU:s regi fram till 2007, då gruppen slogs samman med en grupp som genom ERTICO – ITS Europe arbetade med RDS-TMC-frågor samt med Mobile.info-projektet. Mobile.info-projektet gjorde tester på de första TPEG-prototyperna under realistiska förhållanden i olika navigationssystem av ett antal fordonstillverkare och deras leverantörer. Idag drivs utvecklingen av TPEG i Traveller Information Services Association (TISA) som utöver TPEG-standarden också ansvarar för Alert-C-standarden som används för implementation av RDS-TMC-tjänster.
När TPEG-gruppen startades var planen att utveckla en protokollstandard för mer innehållsrika applikationer än då existerande trafikinformationstjänster som t.ex. RDS-TMC och andra proprietära protokoll. Dessutom skulle TPEG stödja multimodal information i tjänster för resenärer som nyttjar flera transportslag, t.ex. bil och kollektivtrafik. Arbetet startade med att skapa en applikation för vägtrafikinformation, RTM (Road Traffic Message), som snabbt fick sällskap av en applikation för information om kollektivtrafik, PTI (Public Transport Information). Applikationerna delade en gemensam positioneringsmetod (TPEG Location Referencing) för geografisk positionering.
Avsikten med TPEG RTM var att vara en heltäckande applikation för alla situationer, men tidiga försök och tester visade att RTM-strukturen var alltför stor och komplex för att kunna användas i navigationssystem som en ersättare för RDS-TMC. Den första generationen av TPEG-applikationer (TPEG generation 1, eller TPEG1) definierade dessutom endast en binär kodning av data tänkt för digitalradio och endast i vissa fall fanns en separat specifikation av ett XML-format. För att skapa en mer flexibel struktur reviderades både modellerna och designen vilket förde TPEG i en riktning mot klart definierade och separata applikationer avsedda för specifika användningsfall samt top-down-modellering av data. Dessa andra generationens TPEG-applikationer (TPEG generation 2, eller TPEG2) finns nu specificerade i form av UML-modeller och specifikationerna innefattar stöd för både binärformat och XML-format.
I och med den första TPEG2-applikationen för vägtrafikhändelser, TEC (Traffic Event Compact), fick standarden ett genombrott och tjänsteleverantörer, fordonsindustrin och andra OEM-leverantörer accepterade TPEG2 som ett modernt komplement och uppföljare till RDS-TMC. Detta ledde i sin tur till att TPEG2-tjänster byggdes ut och togs i drift i många länder.
Både TPEG1 och TPEG2 är internationella ISO-standarder (Internationella standardiseringsorganisationen) med beteckningarna ISO/TS 18234 (TPEG1) and ISO/TS 21219 (TPEG2). TPEG1 betraktas nu som en gammal standard och därför rekommenderas att nya tjänster baseras på TPEG2.

## Teknik
TPEG ger möjlighet att tillhandahålla olika typer av trafik- och reseinformation med hög noggrannhet oavsett om det gäller vägtrafik, spårbunden trafik eller till och med gångtrafik. Överföring av informationen kan göras via olika medier/bärare t.ex. digitalradio eller Internet. Information som kan stödja och/eller förbättra en resa, t.ex. väglag, väder eller information om parkering eller förseningar inom kollektivtrafiken kan beskrivas och distribueras med TPEG.
TPEG-protokollet består av olika typer av behållare för specifikt innehåll, kallat applikationer. Applikationer definieras som separata tekniska specifikationer. TPEG är skapat för att vara modernt, flexibelt och framtidssäkert för att på ett enkelt sätt kunna anpassas till nya trender, behov och förutsättningar. 
Produkter från olika leverantörer med stöd för TPEG finns redan tillgängliga i många länder i Europa, Asien samt Nordamerika. De tillgängliga produkterna spänner från produkter för att skapa TPEG-baserat tjänsteinnehåll och produkter för kodning/avkodning/test/kryptering av dessa tjänster till mottagarenheter och navigationssystem med stöd för TPEG-data. Till detta kommer alla tillgängliga tjänster som redan finns runt om i världen.

## TPEG designfilosofi
TPEG-standarden är utvecklad genom analysera användningsfall och skapa UML(Unified Modeling Language)-modeller för dessa. Baserat på modellerna kan två varianter på överföringsformat skapas:
- XML-format (Extensible Markup Language) – Detta textformat är läsbart för både människor och programvara och det kan på ett enkelt sätt omvandlas och presenteras i t.ex. ett navigationssystem genom att hämta dataelement ur den strukturerade texten. Det är också bakåtkompatibelt då nya delar kan läggas till i strukturen utan att funktionen störs då äldre programvara/enheter helt enkelt hoppar över innehåll de inte stödjer. Nya program/enheter kan däremot nyttja hela innehållet.
- Binär-format – Formatet är endast läsbart från programvara, men är däremot betydligt mer kompakt när det kommer till överförd datamängd jämfört med en XML-representation av samma innehåll. Binärformatet används därför ofta där bandbredden är liten och behovet av en minimal datamängd därför är av stor vikt.

## TPEG grundprinciper
Följande principer är grundläggande vid utveckling av protokoll, struktur och semantik i TPEG.
TPEG ...
- är utvecklad för enkelriktade (vid överföring via digitalradio) och dubbelriktade (t.ex. Internet) kommunikationskanaler
- binära format är byte-orienterade
- tillhandahåller en protokollstruktur som stödjer asynkrona dataramar och en hierarkisk datastruktur
- innefattar CRC-baserad feldetektering som kan appliceras på olika protokollnivåer
- antar att underliggande kommunikationslager innefattar felkorrigering
- nyttjar en transparent datakanal
- möjliggör överföring av namn på tjänsteleverantör, tjänst och nätverksinformation
- tillåter användning av krypteringsmekanismer, t.ex. för att begränsa åtkomst till kommersiella tjänster

TPEG ytterligare möjligheter
TPEG ...
- stödjer dynamisk (skapas vid behov) positionering och behöver därför inte en fördefinierad databas med platser
- ger möjlighet till ett rikt innehåll
- är språkoberoende
- möjliggör filtrering av tjänsteinnehåll på klientsidan
- är avsett att stödja såväl tjocka som tunna klienter
- möjliggör enkel anpassning till olika informationsbärare

## TPEG2-applikationer
| ISO Part No. | ISO Referens | Titel                                   | Förkortning | Beskrivning |
| ------------ | ------------ | --------------------------------------- | ----------- | --- |
| 21219-1      |              | Introduction, numbering and versions    | INV         | Innehåller introduktion och innehållsförteckning till verktygslådan med komponenter och applikationer som TPEG Generation 2 utgör. Den möjliggör tillägg av nya applikationer allteftersom de läggs till genom att definiera applikationernas Application Identifier (AID). |
| 21219-2      |              | UML modelling rules                     | UMR         | Regler för hur semantiken i en TPEG-applikation skall definieras av en passande UML-modell oberoende av fysiskt dataformat och överföringssätt. Dessa regler underlättar utveckling och underhåll av specifikationer för TPEG-applikationer. |
| 21219-3      |              | UML to binary conversion rules          | UBCR        | Regler för hur applikationernas UML-modeller skall konverteras för binär representation av data. |
| 21219-4      |              | UML to XML conversion rules             | UXCR        | Regler för hur applikationernas UML-modeller skall konverteras för XML-representation (tpegML) av data. |
| 21219-5      |              | Service framework                       | SFW         | TPEG2 kan tillhandahålla en blandning av TPEG-tjänster och applikationer. Både det binära formatet och XML-formatet ger möjligheter att skapa en blandning av olika TPEG-tjänster där varje tjänst kan ha multipla TPEG-applikationer. |
| 21219-6      |              | Message management container            | MMC         | MMC används av alla TPEG-applikationer för att ge information om hur TPEG-meddelanden skall hanteras på klientsidan. |
| 21219-7      |              | Location referencing container          | LRC         | LRC används nyttjas för att signalera vilken positioneringsmetod som används för varje givet meddelande. Den kan hantera positioneringsmetoder som ligger utanför den nuvarande ISO-standarden samt de interna positioneringsmetoderna som är definierade i specifikationen. |
| 21219-9      |              | Service and network information         | SNI         | SNI möjliggör effektiv och språkoberoende information om en tjänsts tillgänglighet i andra kanaler och medium alternativt information om liknande tjänster från andra tjänsteleverantörer. I alla TPEG-flöden är det obligatoriskt att leverera så kallad GST. Det är dessutom möjligt att signalera kopplingar mellan innehåll i olika tjänster.                                                   |
| 21219-10     |              | Conditional access information          | CAI         | CAI nyttjas för att skapa av krypterade tjänster, en blandning av krypterade och okrypterade tjänster eller olika krypterade tjänster med olika krypteringsnycklar. |
| 21219-11     |              | Universal location referencing          | ULR         | ULR skapades primärt för att stödja användningsfall utanför fordonssektorn. Den ger möjlighet till att skapa textuella positionsbeskrivningar såväl som kodade representationer av positioner som kan matchas mot digitala kartor. |
| 21219-14     |              | Parking information application         | PKI         | PKI ger möjlighet att förmedla parkeringsinformation textuellt, grafiskt eller via tal till mottagare via olika typer av överföringsmedium. |
| 21219-15     |              | Traffic event compact application       | TEC         | Kompakt och bandbreddssnål applikation för trafikhändelser. TEC är optimerad för att stödja navigationssystem som tar hänsyn till dynamisk trafikinformation. |
| 21219-16     |              | Fuel price information application      | FPI         | Applikation för att sprida information om bensinstationer, öppettider, priser, tillgängliga drivmedelstyper osv. |
| 21219-18     |              | Traffic flow and prediction application | TFP         | Bandbreddssnål applikation för att tillhandahålla detaljerad flödes- och restidsdata. Många navigationsenheter nyttjar applikationen som bas i sina premiumtjänster för presentation av nuläge och prognoser av trafiksituationen samt dynamisk navigering baserat på detta. |
| 21219-19     |              | Weather information application         | WEA         | Applikation för väderprognoser anpassade för resenärer. Stödjer multipla områden och tidsperioder. |
| 21219-20     |              | Extended TMC location referencing       | ETL         | ETL ger möjlighet att ge information om stängda av- och påfarter. Detta riktar sig framförallt mot enheter som bara kan nyttja TEC-applikationen tillsammans med TMC platskodning. Vidare så ger applikationen möjlighet att utöka en TMC-position med ytterligare information om interna vägsegment i den sekundära platsen samt möjlighet att exkludera interna segment från den primära platsen. |
| 21219-21     |              | Geographic location referencing         | GLR         | Metod för att ange geografiska referenser (punkter, linjer och områden) som kan skickas i en TPEG positionscontainer (TPEG-LRC) för de TPEG-applikationer som primärt behöver referera till geografiska positioner (t.ex. väderapplikationer). |
| 21219-22     |              | OpenLR location referencing             | OLR         | OLR möjliggör OpenLR som positioneringssätt för TPEG-meddelanden. OpenLR är en öppen industristandard. |
| 21219-23     |              | Road and multimodal routes application  | RMR         | Denna applikation möjliggör tillhandahållande av detaljerad information och råd från en tjänsteleverantör till en resenärs mobila enhet. Den täcker såväl vägrutter som multimodala rutter och parkering. |

## TPEG-tjänster i världen

### Tjänster via digitalradio
| Land            | Företag                         | Status                            | Produkt/Tjänst | TPEG-applikationer                 |
| Belgien         | Be-Mobile                       | Live                              | Premium        | TEC / TFP                          |
| Italien         | Infoblu                         | Försök                            | Premium        | TEC                                |
| Kanada          | Total Traffic + Weather Network | Live                              | Premium        | TEC / TFP                          |
| Luxemburg       | Be-Mobile                       | Live                              | Premium        | TEC / TFP                          |
| Nederländerna   | Be-Mobile                       | Live                              | Premium        | TEC / TFP                          |
| Norge           | Mediamobile                     | Live                              | v-traffic      | TEC / TFP                          |
| Storbritannien  | Inrix                           | Live                              | Premium        | TEC / TFP                          |
| Storbritannien  | Trafficmaster                   | Live                              | Premium        | TEC                                |
| Tyskland        | HERE                            | Live                              | Premium        | TEC / TFP                          |
| Tyskland        | Mediamobile                     | Live                              | v-traffic      | TEC / TFP                          |
| USA             | Total Traffic + Weather Network | Live                              | Premium        | TEC / TFP                          |
| Försökstjänster |                                 |                                   |                |                                    |
| Frankrike       | Mediamobile                     | Försök (i några städer)           | v-traffic      | TEC / TFP                          |
| Polen           | Mediamobile                     | Försök                            | v-traffic      | TEC / TFP                          |
| Sverige         | Mediamobile                     | Försök                            | v-traffic      | TEC / TFP                          |
| Tyskland        | ARD (9 regionala tjänster)      | Försök (i drift i några regioner) | Fri tjänst     | TEC / TFP / PKI (i några regioner) |

### Tjänster via mobilt bredband (IP-baserade)
| Land                  | Företag                         | Status | Produkt/tjänst | TPEG-applikationer |
| Andorra               | TomTom                          | Live   | Premium        | TEC / TFP / WEA    |
| Argentina             | HERE                            | Live   | Premium        | TEC / TFP          |
| Australien            | HERE                            | Live   | Premium        | TEC / TFP          |
| Australien            | Tomtom                          | Live   | Premium        | TEC / TFP /WEA     |
| Belgien               | HERE                            | Live   | Premium        | TEC / TFP          |
| Belgien               | Tomtom                          | Live   | Premium        | TEC / TFP /WEA     |
| Brasilien             | HERE                            | Live   | Premium        | TEC / TFP          |
| Brasilien             | Tomtom                          | Live   | Premium        | TEC / TFP /WEA     |
| Chile                 | Tomtom                          | Live   | Premium        | TEC / TFP /WEA     |
| Danmark               | HERE                            | Live   | Premium        | TEC / TFP          |
| Danmark               | Tomtom                          | Live   | Premium        | TEC / TFP /WEA     |
| Finland               | HERE                            | Live   | Premium        | TEC / TFP          |
| Finland               | Tomtom                          | Live   | Premium        | TEC / TFP /WEA     |
| Frankrike             | HERE                            | Live   | Premium        | TEC / TFP          |
| Frankrike             | Tomtom                          | Live   | Premium        | TEC / TFP /WEA     |
| Förenade Arabemiraten | Tomtom                          | Live   | Premium        | TEC / TFP /WEA     |
| Förenade Arabemiraten | HERE                            | Live   | Premium        | TEC / TFP          |
| Gibraltar             | Tomtom                          | Live   | Premium        | TEC / TFP /WEA     |
| Grekland              | HERE                            | Live   | Premium        | TEC / TFP          |
| Indien                | HERE                            | Live   | Premium        | TEC / TFP          |
| Indonesien            | HERE                            | Live   | Premium        | TEC / TFP          |
| Irland                | HERE                            | Live   | Premium        | TEC / TFP          |
| Irland                | Tomtom                          | Live   | Premium        | TEC / TFP /WEA     |
| Italien               | HERE                            | Live   | Premium        | TEC / TFP          |
| Italien               | Tomtom                          | Live   | Premium        | TEC / TFP /WEA     |
| Kanada                | HERE                            | Live   | Premium        | TEC / TFP          |
| Kanada                | Tomtom                          | Live   | Premium        | TEC / TFP /WEA     |
| Kanada                | Total Traffic + Weather Network | Live   | Premium        | TEC / TFP          |
| Kina                  | Tomtom                          | Live   | Premium        | TEC / TFP /WEA     |
| Kroatien              | HERE                            | Live   | Premium        | TEC / TFP          |
| Lesotho               | Tomtom                          | Live   | Premium        | TEC / TFP /WEA     |
| Lichtenstein          | Tomtom                          | Live   | Premium        | TEC / TFP /WEA     |
| Luxemburg             | HERE                            | Live   | Premium        | TEC / TFP          |
| Luxemburg             | Tomtom                          | Live   | Premium        | TEC / TFP /WEA     |
| Malaysia              | HERE                            | Live   | Premium        | TEC / TFP          |
| Malaysia              | Tomtom                          | Live   | Premium        | TEC / TFP /WEA     |
| Malta                 | Tomtom                          | Live   | Premium        | TEC / TFP /WEA     |
| Mexico                | HERE                            | Live   | Premium        | TEC / TFP          |
| Mexico                | Tomtom                          | Live   | Premium        | TEC / TFP /WEA     |
| Monaco                | Tomtom                          | Live   | Premium        | TEC / TFP /WEA     |
| Nederländerna         | HERE                            | Live   | Premium        | TEC / TFP          |
| Nederländerna         | Tomtom                          | Live   | Premium        | TEC / TFP /WEA     |
| Norge                 | HERE                            | Live   | Premium        | TEC / TFP          |
| Norge                 | Tomtom                          | Live   | Premium        | TEC / TFP /WEA     |
| Nya Zeeland           | HERE                            | Live   | Premium        | TEC / TFP          |
| Nya Zeeland           | Tomtom                          | Live   | Premium        | TEC / TFP /WEA     |
| Polen                 | HERE                            | Live   | Premium        | TEC / TFP          |
| Polen                 | Tomtom                          | Live   | Premium        | TEC / TFP /WEA     |
| Portugal              | HERE                            | Live   | Premium        | TEC / TFP          |
| Portugal              | Tomtom                          | Live   | Premium        | TEC / TFP /WEA     |
| Puerto Rico           | HERE                            | Live   | Premium        | TEC / TFP          |
| Ryssland              | HERE                            | Live   | Premium        | TEC / TFP          |
| Ryssland              | Tomtom                          | Live   | Premium        | TEC / TFP /WEA     |
| San Marino            | Tomtom                          | Live   | Premium        | TEC / TFP /WEA     |
| Saudiarabien          | HERE                            | Live   | Premium        | TEC / TFP          |
| Saudiarabien          | Tomtom                          | Live   | Premium        | TEC / TFP /WEA     |
| Schweiz               | Tomtom                          | Live   | Premium        | TEC / TFP /WEA     |
| Schweiz               | HERE                            | Live   | Premium        | TEC / TFP          |
| Singapore             | HERE                            | Live   | Premium        | TEC / TFP          |
| Singapore             | Tomtom                          | Live   | Premium        | TEC / TFP /WEA     |
| Slovakien             | HERE                            | Live   | Premium        | TEC / TFP          |
| Slovenien             | HERE                            | Live   | Premium        | TEC / TFP          |
| Spanien               | HERE                            | Live   | Premium        | TEC / TFP          |
| Spanien               | Tomtom                          | Live   | Premium        | TEC / TFP /WEA     |
| Storbritannien        | HERE                            | Live   | Premium        | TEC / TFP          |
| Storbritannien        | Tomtom                          | Live   | Premium        | TEC / TFP /WEA     |
| Sverige               | HERE                            | Live   | Premium        | TEC / TFP          |
| Sverige               | Tomtom                          | Live   | Premium        | TEC / TFP /WEA     |
| Sydafrika             | HERE                            | Live   | Premium        | TEC / TFP          |
| Sydafrika             | Tomtom                          | Live   | Premium        | TEC / TFP /WEA     |
| Sydkorea              | HERE                            | Live   | Premium        | TEC / TFP          |
| Taiwan                | HERE                            | Live   | Premium        | TEC / TFP          |
| Taiwan                | Tomtom                          | Live   | Premium        | TEC / TFP /WEA     |
| Thailand              | HERE                            | Live   | Premium        | TEC / TFP          |
| Thailand              | Tomtom                          | Live   | Premium        | TEC / TFP /WEA     |
| Tjeckien              | HERE                            | Live   | Premium        | TEC / TFP          |
| Tjeckien              | Tomtom                          | Live   | Premium        | TEC / TFP /WEA     |
| Turkiet               | HERE                            | Live   | Premium        | TEC / TFP          |
| Turkiet               | Tomtom                          | Live   | Premium        | TEC / TFP /WEA     |
| Tyskland              | Tomtom                          | Live   | Premium        | TEC / TFP /WEA     |
| Tyskland              | HERE                            | Live   | Premium        | TEC / TFP          |
| Tyskland              | Inrix                           | Live   | Premium        | TEC / TFP          |
| Ukraina               | HERE                            | Live   | Premium        | TEC / TFP          |
| Ungern                | HERE                            | Live   | Premium        | TEC / TFP          |
| USA                   | HERE                            | Live   | Premium        | TEC / TFP          |
| USA                   | Tomtom                          | Live   | Premium        | TEC / TFP /WEA     |
| USA                   | Total Traffic + Weather Network | Live   | Premium        | TEC / TFP          |
| Vatikanstaten         | Tomtom                          | Live   | Premium        | TEC / TFP /WEA     |
| Österrike             | HERE                            | Live   | Premium        | TEC / TFP          |
| Österrike             | Tomtom                          | Live   | Premium        | TEC / TFP /WEA     |

### Hybridtjänster
| Land | Företag                           | Status | Produkt       | TPEG-applikationer |
| USA  | Total Traffic and Weather Network | Live   | TTN HD-Hybrid | TEC / TFP / FPI    |